# Константин VIII
Константин VIII (грч. Κωνσταντίνος Η΄; 960-15. новембра 1028) је био последњи византијски цар (савладар 976 — 1025, цар 1025—1028) из Македонске династије који је наследио на престолу свог брата Василија II (963—1025) коме је дуги низ година био савладар, иако се није активно укључивао у вођење политике.
Василија II на престолу наслеђује његов већ остарели брат и савладар Константин VIII, који и сам није имао мушких потомака. Иако је током целе владавине свог брата Константин био његов званични савладар, он се није упуштао у државне послове и са том праксом је наставио и када је постао цар, препустивши управљање државним пословима другима. Он је имао три ћерке:
- Евдокију (која се врло млада закалуђерила, пошто је била унакажена великим богињама)
- Зоју (978. – 1050, de jure владала 1028. – 1050)
- Теодору (984—1056, de jure владала 1042. – 1056)

а пошто није имао мушких потомака, очекивало се да ће његов наследник постати муж његове средње ћерке Зоје кога он одреди. Пред саму своју смрт Константин је за супруга педесетогодишње Зоје одредио цариградског епарха Романа (III) Аргира (1028—1034) који је био десетак година старији од ње. Свадба је одржана 12. 11. 1028. године, а три дана касније Константин је умро препуштајући Царство Роману, представнику цивилног племства.